# Portorož

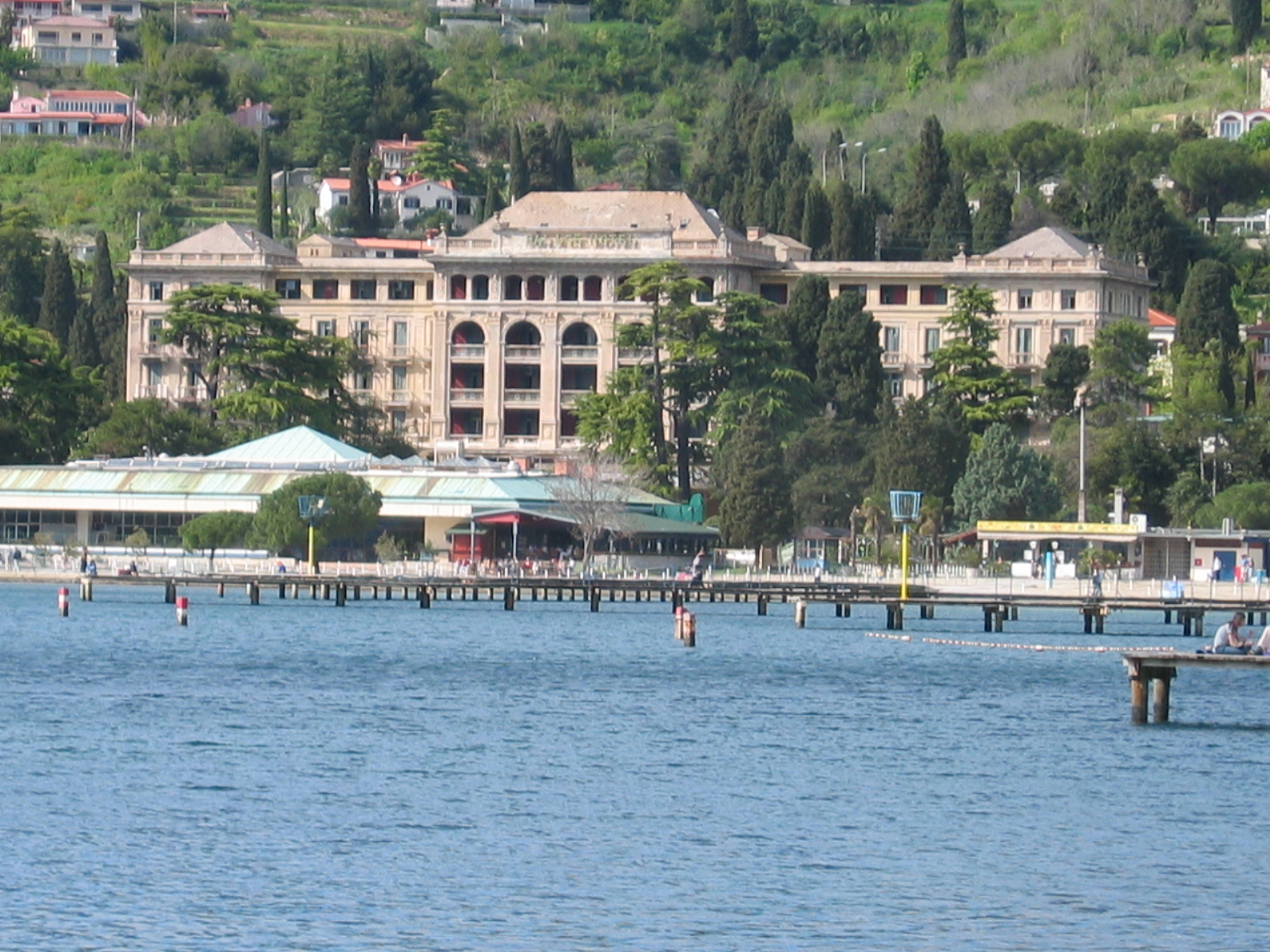
Portorož - hotel Palace

Portorož (wł. Portorose, dosł. „Port Róż”) – miasto w Słowenii w gminie Piran. Położone jest na krótkim odcinku słoweńskiego wybrzeża, w południowej jego części, w pobliżu miasta Piran. Portorož jest jednym z największych i najpopularniejszych (a zarazem najbardziej ekskluzywnym) słoweńskich kurortów turystycznych. W 2018 roku liczyło 2928 mieszkańców.
W Portorožu w latach 2005–2010 rozgrywany był kobiecy turniej tenisowy Banka Koper Slovenia Open, zaliczany do cyklu WTA Tour.
Nad morzem, na granicy z Piranem, zachowały się dawne magazyny soli, pozyskiwanej tu przez wieki poprzez odparowywanie wody morskiej. Na południe od miasteczka, we wsi Sečovlje udostępniono do zwiedzania saliny z polderami i groblami, w których pozyskuje się sól.
W latach 1912–1953 miasto połączone było z Piranem linią tramwajową.